# Naturschutzgebiet Trebeltal
Koordinaten: 54° 0′ 50,7″ N, 12° 46′ 28″ O

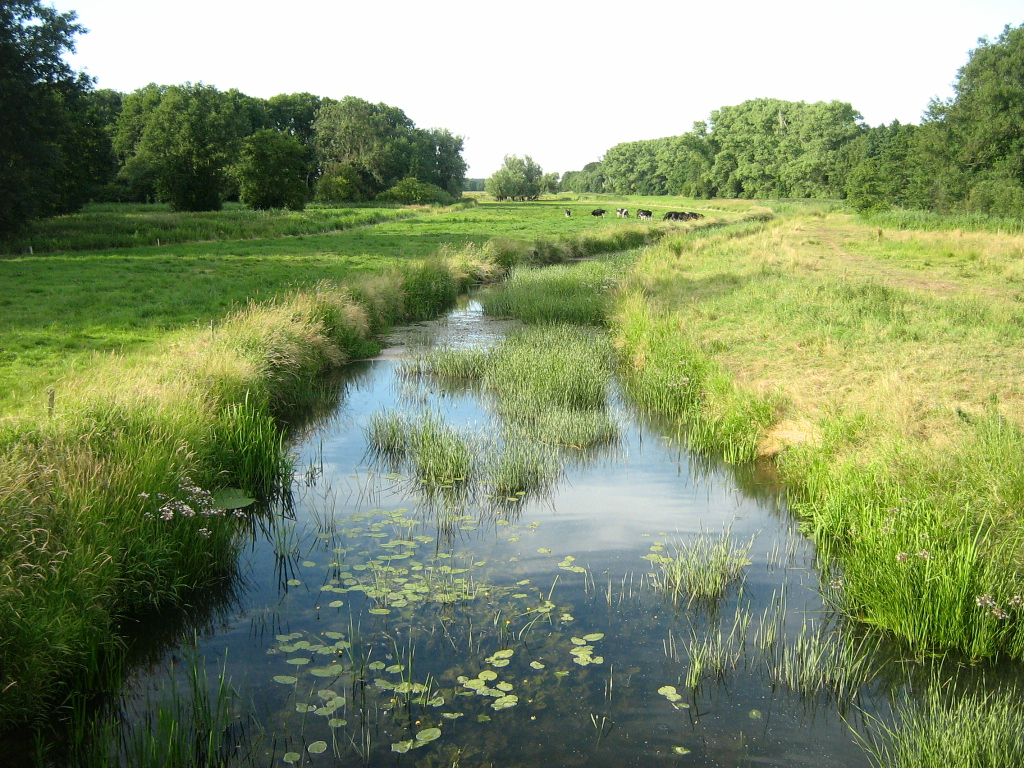
Warbel bei Wasdow

Das Naturschutzgebiet Trebeltal ist ein 835 Hektar umfassendes Naturschutzgebiet in Mecklenburg-Vorpommern sechs Kilometer nordöstlich von Gnoien. Die Unterschutzstellung erfolgte am 7. September 1990. Das Gebiet wird von der Trebel und der Warbel durchflossen. Das Schutzziel besteht im Erhalt eines vermoorten Ausschnittes des Grenztales zwischen Mecklenburg und Pommern, welches durch seine abgeschiedene Lage zahlreiche seltene Tier- und Pflanzenarten aufweist.
Der aktuelle Gebietszustand wird als befriedigend angesehen. Die langjährige Entwässerung der Flächen wirkt sich nachteilig aus, wobei Wiedervernässungen vor allem bei Bassendorf in den letzten Jahren in Angriff genommen wurden.